# Mieczysław Karłowicz (cyclisme)
Pour les articles homonymes, voir Mieczysław Karłowicz et Karłowicz.
Mieczysław Karłowicz (né le 8 septembre 1963) est un coureur cycliste polonais. Actif durant les années 1980, il a remporté le Tour de Pologne en 1990.

## Palmarès
- 1985
  - Szlakiem Grodów Piastowskich
  - 2e du championnat de Pologne sur route
- 1986
  - Coppa del Mobilio
- 1987
  - 3e et 7e étapes du Tour de Basse-Saxe
  - 4e étape du Tour de Pologne
- 1988
  - 3e du Tour de Pologne
- 1989
  - Prix des Vins Nouveaux
  - Prix de La Charité-sur-Loire
  - Circuit des Deux Ponts
- 1990
  - Tour de Pologne
  - Tour de la Creuse
  - Grand Prix d'Espéraza
  - 3e du Grand Prix de Chardonnay
  - 3e du Grand Prix de Blangy
- 1991
  - 2e du Tour du Canton de Hautefort
  - 2e de la Ronde du Sidobre
  - 2e du Trophée de la Montagne bourbonnaise
  - 3e du Grand Prix de Villapourçon